# Универзитет у Источном Сарајеву
Универзитет у Источном Сарајеву је државни универзитет у Источном Сарајеву. Универзитет у Источном Сарајеву је дио приједратног Универзитета у Сарајеву који је основан 1949. године и баштини традицију Сарајевске богословије основане 1882. године.
Универзитет у Источном Сарајеву заузео је прво мјесто међу универзитетима у Босни и Херцеговини према посљедњем извјештају SCImago Institutions Rankings (SIR).

## Називи
- Универзитет у Сарајеву (1949—1992)
- Универзитет у Сарајеву Републике Српске (1992)
- Универзитет у Српском Сарајеву (1992—2006)
- Универзитет у Источном Сарајеву (2006—данас)

## Историја

### Сарајевска богословија као матица Универзитета
Универзитет у Источном Сарајеву баштини и традицију првих високошколских институција основаних у БиХ. То се, прије свега, односи на Сарајевску богословију, која је основана још 1882. године и која, као прва српска висока школа у БиХ, представља својеврсну матицу Универзитета у Источном Сарајеву.
Послије Другог свјетског рата Сарајевска богословија није наставила рад зато што су јој просторије национализоване и одузете. Савремена историја Сарајевске богословије почиње 1991. године, када је Синод Српске православне цркве донио одлуку да се покрене процес реституције имовине Сарајевске богословије и да се оснује духовна академија у Сарајеву. Због грађанског рата у БиХ реализација те одлуке пролонгирана је до 1994. године, када је у Фочи, тадашњем Србињу, основана Духовна академија Светог Василија Острошког, која исте године почиње са извођењем наставе као чланица Универзитета у Источном Сарајеву.

### Универзитет у Сарајеву Републике Српске
Универзитет у Источном Сарајеву, под именом Универзитет у Сарајеву Републике Српске, основан је 14. септембра 1992. године одлуком Народне скупштине Републике Српске. Том одлуком потврђене су раније одлуке власти Републике Српске према којима је Универзитет у Источном Сарајеву сукцесор Универзитета у Сарајеву (1949—1992), којег је, усљед избијања грађанског рата у БиХ, 1992. године морало да напусти више стотина наставника и сарадника, као и више хиљада студената српске националности. Слична ситуација била је и на другим универзитетима у БиХ, који су се налазили на територији муслиманско-хрватске федерације, данас Федерације БиХ, посебно на универзитетима у Мостару и у Тузли. Захваљујући ентузијазму и патриотизму српских наставника и сарадника са поменута три универзитета, као и израженој вољи народа и власти Републике Српске, основани су факултети и академије у Палама, Зворнику, Бијељини, Брчком и у Требињу, те ревитализована васпитно-образовна, научна, истраживачка, духовна и умјетничка дјелатност у свим већим општинама у источном дијелу Републике. Данас ти факултети и академије чине темеље и стубове интегрисаног Универзитета у Источном Сарајеву.
Поједини факултети у саставу Универзитета основани су сукцесивно од 1992. године када су основани Медицински факултет, Правни факултет и Виша педагошка школа која је представљала претечу Филозофском факултету који је основан 1950. године у Сарајеву. У Универзитет у Источном Сарајеву интегрисана је традиција и искуство и Пољопривредно-шумарског факултета, који је основан 1940. године као засебан факултет Универзитета у Београду. Годину дана касније отвара се Технички факултет (1949.), а исте године званично са радом је отпочео Универзитет у Сарајеву. 1975. године Електротехнички факултет уселио у нову зграду у Лукавици. На основу тога Универзитету у Источном Сарајеву с правом припада богата традиција и историја данашњег Универзитета у Сарајеву. Већина професора и асистената са Универзитета у Источном Сарајеву радили су прије рата на јединственом Универзитету у Сарајеву. Број студената прије рата кретао се око 30 000 (око 22 000 редовних и 8000 ванредних).
У складу са болоњским процесом, чија је примјена започела 2006. године, Универзитет у Источном Сарајеву од академске 2007/08. године представља интегрисани универзитет, на коме, у десет универзитетских центара, према подацима са уписа за школску 2018–19. студира укупно око 8,000 студената на 38 студијских програма. Данас ова високошколска институција представља генератор развоја локалних заједница у којима егзистирају организационе јединице Универзитета. Истовремено, примјењујући основне постулате међународне сарадње, коју развија са великим бројем институција у региону, Европи и свијету, Универзитет у Источном Сарајеву данас је стратешки важан фактор развоја и гарант будућности Републике Српске.

## Организација
- У Брчком
  - Економски факултет
    - Студијски програм рачуноводство и финансије
    - Срудијски програм менаџмент
- У Бијељини
  - Факултет пословне економије
    - Студијски програм спољна трговина, порези и царине
    - Студијски програм финансије, банкарство и осигурање
    - Студијски програм пословна информатика

  - Педагошки факултет
    - Студијски програм разредна настава
    - Студијски програм предшколско образовање
    - Студијски програм техничко образовање и информатика

  - Правни факултет
  - Пољопривредни факултет
    - Студијски програм: пољопривреда — три смјера: општи, биљна производња и сточарство
- У Добоју
  - Саобраћајни факултет
    - Студијски програм друмски и градски саобраћај
    - Студијски програм жељезнички саобраћај
    - Студијски програм телекомуникације и поштански саобраћај
    - Студијски програм логистика
    - Студијски програм ваздушни саобраћај
    - Студијски програм саобраћајнице
    - Студијски програм информатика у саобраћају
    - Студијски програм моторна возила
- У Зворнику
  - Технолошки факултет
    - Студијски програм хемијско процесно инжењерство
    - Студијски програм прехрамбено инжињерство
    - Студијски програм инжењерство заштите животне средине
    - Студијски програм електрохемијско инжињерство
    - Студијски програм управљање технологијама
    - Студијски програм биологија
- У Источном Новом Сарајеву
  - Електротехнички факултет
    - Студијски програм електроенергетика
    - Студијски програм аутоматика и електроника
    - Студијски програм рачунарство и информатика
    - Студијски програм телекомуникације

  - Пољопривредни факултет
    - Студијски програм: пољопривреда — три смјера: општи, биљна производња и сточарство

  - Машински факултет
    - Студијски програм машинство — три смјера: производно машинство, инжењерски дизајн и термодинамика и процесно машинство

  - Музичка академија
    - Студијски програм вокално инструментални
      - Одсјек за соло пјевање
      - Одсјек за клавир
      - Одсјек за хармонику
      - Одсјек за гудачке инструменте — виолина
      - Одсјек за гудачке инструменте — виола
      - Одсјек за дувачке инструменте — флаута
      - Класа гитара

    - Студијски програм музичко, педагошко теоријски
      - Одсјек за општу музичку педагогију
      - Одсјек за црквену музику и појање
      - Одсјек за композицију
- У Палама
  - Економски факултет
    - Студијски програм економија
    - Студијски програм туризам и хотелијерство

  - Правни факултет
  - Филозофски факултет
    - Студијски програм филозофија
    - Студијски програм социологија
    - Студијски програм новинарство
    - Студијски програм историја
    - Студијски програм педагогија
    - Студијски програм разредна настава
    - Студијски програм психологија
    - Студијски програм српски језик и књижевност
    - Студијски програм руски и српски језик и књижевност
    - Студијски програм општа књижевност и библиотекарство
    - Студијски програм општа књижевност и театрологија
    - Студијски програм енглески језик и књижевност
    - Студијски програм њемачки језик и књижевност
    - Студијски програм кинески и енглески језик и књижевност
    - Студијски програм географија
    - Студијски програм математика и рачунарство
    - Студијски програм математика и физика
    - Студијски програм политикологија и међународни односи

  - Факултет физичког васпитања и спорта
    - Студијски програм спорт
    - Студијски програм физичко васпитање
- У Фочи
  - Православни богословски факултет
    - Студијски програм православна теологија општи смјер
    - Студијски програм православна теологија практични смјер
    - Студијски програм црквено сликарство и умјетност

  - Медицински факултет
    - Студијски програм медицина
    - Студијски програм стоматологија
    - Студијски програм здравствена њега
    - Студијски програм специјална едукација и рехабилитација
- У Требињу
  - Академија ликовних умјетности
    - Студијски програм ликовне умјетности

  - Факултет за производњу и менаџмент
    - Студијски програм индустријско инжењерство за енергетику
    - Студијски програм индустријски менаџмент
- У Сребреници
  - Правни факултет
- У Власеници
  - Пољопривредни факултет
    - Студијски програм шумарство

## Празници
Слава Универзитета у Источном Сарајеву је 24. маја, Свети Ћирило и Методије.

## Ректори
Од оснивања Универзитета у Источном Сарајеву функцију ректора обављали су сљедећи истакнути професори:
- проф. др Војислав Максимовић (1993—2000)
- проф. др Бориша Старовић (2000—2005)
- проф. др Митар Новаковић (2005—2014)
- проф. др Радослав Грујић (2014—2017)
- проф. др Стево Пашалић (2017—2019)
- проф. др Милан Кулић (2019—данас)